# Campaspe (John William Godward)
Campaspe es uno de los pocos desnudos integrales del pintor John William Godward.
Para su realización, posó la joven modelo británica Lily Pettigrew (n. 1870), quien aparece en varias composiciones del autor, especialmente entre 1887 y 1900. 
Según el título, representaría a la famosa concubina de Alejandro Magno y modelo de Apeles para su Venus Anadiomena; pero hay que tener en cuenta que, sobre todo a partir de 1896, las referencia a mujeres de las mitólogías griega y romana («Andrómeda», 1896; «Briseida»…) —evidentemente aleatorias— comienzan a convertirse para el artista en una norma fija.
Está pintado al óleo sobre lienzo y sus dimensiones son de 223,3 x 114,1 cm. Pertenece a un coleccionista particular, si bien existe un estudio preparatorio de reducidas proporciones (36,2 x 19,3 cm), conservado en la actualidad en el Art Renewal Center de Nueva York.

## Análisis de la obra

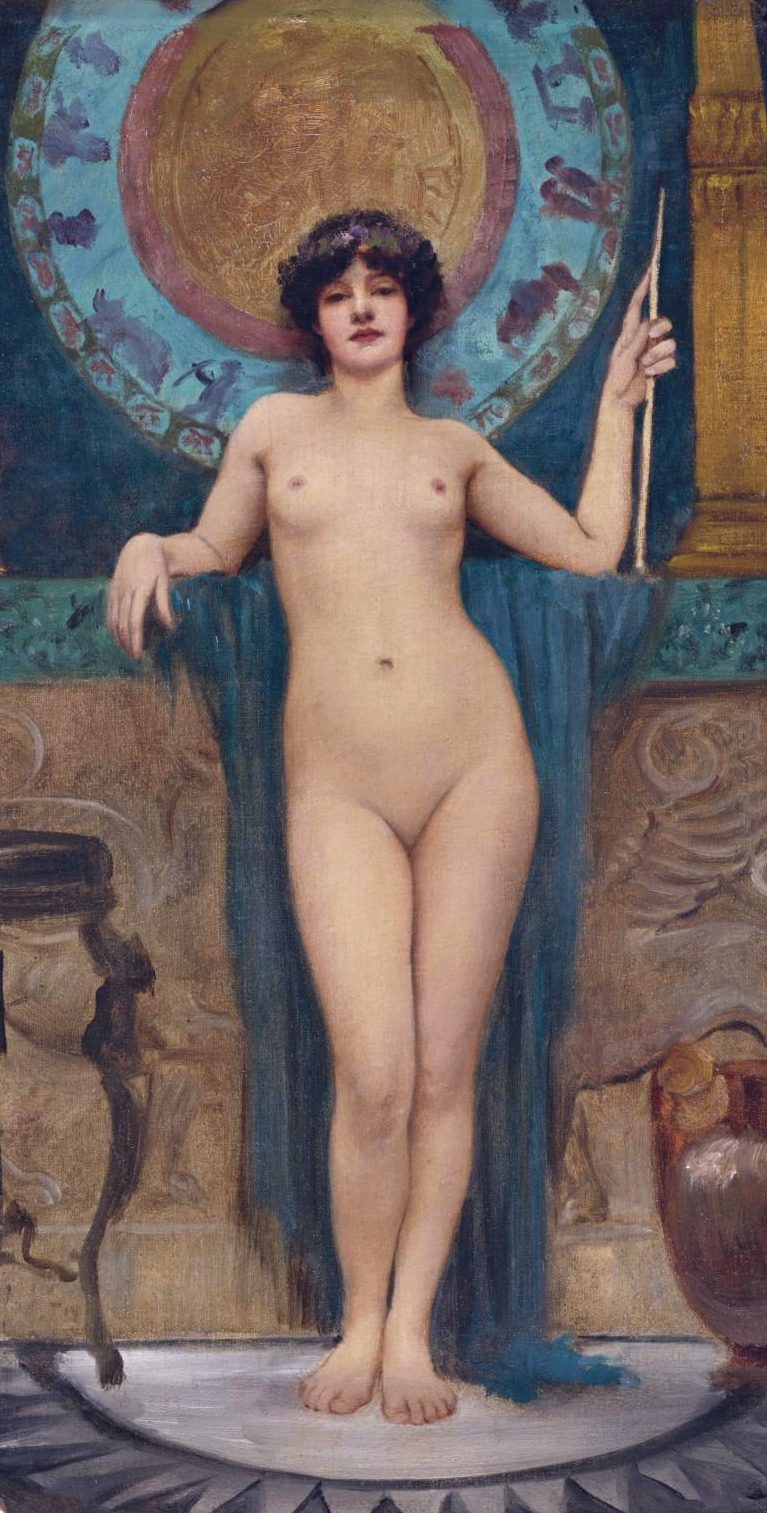
Campaspe, a. 1896 (estudio). Óleo sobre lienzo, 36,2 x 19,3 cm. Art Renewal Center, Nueva York.

De formato vertical, la sencilla composición presenta una estructura rigurosamente simétrica. La modelo, completamente desnuda (algo poco frecuente en la obra de Godward), mira directamente al espectador, llamando la atención hacia la perfecta anatomía de su cuerpo. En cuanto a la iluminación, existe un evidente contraste entre la penumbra del fondo y la luminosidad de las carnaciones. La luz frontal se intensifica especialmente en muslos y pechos.
La literatura de la época la describe así:

Detrás de la figura desnuda de la mujer, aparece un mosaico tan maravillosamente representado que es una lástima la manera en que lo ha oscurecido. La pieza de mármol que, por así decirlo, constituye el pedestal de esta estatua viviente es tan real que uno se compadece de la pobre criatura con los pies congelados. Pero todo esto resulta relativamente sencillo. Lo difícil es la figura desnuda de Campaspe. La mano derecha no está bien dibujada, ni los hombros. Y, sin embargo, es en detalles como estos donde verdaderamente reside la belleza.

J. Οman: Some Pictures at the Royal Academy. The Studio: 1896, p. 111.

Por último, en el contexto de la obra de Godward, se encontraría dentro de una reducida serie de desnudos totales, de gran formato, realizados por el pintor a partir de 1896 (Venus Binding her Hair, 1897; Venus at the Bath, 1901…) —según algunos especialistas, como medio de llamar la atención a fin de lograr su deseo de ser nombrado miembro de la Royal Academy of Arts de Londres, lo que, en todo caso, no llegará a conseguir—.